# Cucută
Cucuta (Conium maculatum) este o plantă erbacee otrăvitoare din familia umbeliferelor, cu miros caracteristic, cu frunze mari, flori albe și fructe brune-verzui, întrebuințată ca medicament; denumiri populare: dudău, buciniș.
Condamnații la moarte, în antichitate, ca de exemplu filozoful grec Socrate, au fost omorâți cu un extract (fiertură) din fructele sau rădăcina plantei.